# Alison Levitt
Alison Frances Josephine Levitt, baronne Levitt, est une membre de la magistrature britannique. Elle est membre de la chambre des Lords depuis janvier 2025.

## Biographie
Levitt est une Maître du Banc du Inner Temple. Elle est le conseiller juridique principal du directeur des poursuites publiques (DPP) sous la direction de Starmer et d'Alison Saunders. Elle était considéré comme un successeur possible de Saunders au DPP en 2018. Elle était à la tête du groupe contre le crime organisé de Mishcon de Reya. Elle est juge de circuit. Elle est mariée à Alex Carlile, baron Carlile de Berriew. Elle est nommée pour une pairie à vie en décembre 2024 par le Premier ministre Keir Starmer pour le Parti travailliste.